# Acanthoscurria tarda
Acanthoscurria tarda là một loài nhện trong họ Theraphosidae.
Loài này thuộc chi Acanthoscurria. Acanthoscurria tarda được Mary Agard Pocock miêu tả năm 1903.